# Ankarbarn
Ankarbarn har varit en benämning, använd på svenska, för en grupp av ensamkommande barn som söker uppehållstillstånd i ett land där barnen antagits ha som avsikten att efter att ha erhållit uppehållstillstånd flytta sina föräldrar eller andra anhöriga till landet i fråga genom anknytning till barnet. 2012 påstod SVT och Sveriges radio, efter att tagit del av statistik och presentation från svenska migrationsverket, att påståendena kopplade till begreppet "ankarbarn" är en myt. Begreppet har därefter fortsatt användas men då enbart i mer politiskt syfte av grupper med negativ inställning till invandring. 2014 berättade Metro om Maria som skickades ensam till Sverige som 9-åring och vars pappa kom 2 år senare men som ändå utvisades, även om hon fick stanna då hon fått uppehållstillstånd.
I USA används begreppet "Anchor baby" (svenska: ankarbarn) som idémässigt inbegriper samma föreställning om användningen av barn som ankare för föräldrars invandring som anhöriginvandrare. I USA får alla som föds i landet medborgarskap. Begreppet bedöms av vissa som nedsättande.

## Myten om ankarbarn
I SOU 2003:51 God man för ensamkommande flyktingbarn presenteras uppgifter om att Migrationsverket misstänkte att en del barn skickas till Sverige av sina föräldrar som så kallade ankarbarn. Tanken är att föräldrarna sedan barnet erhållit uppehållstillstånd i Sverige också skall ansöka om uppehållstillstånd och därvid åberopa sin anknytning till det så kallade ankarbarnet.
2010 togs ett regeringsinitiativ för att utreda mottagandet av ensamkommande barn och det motstånd som finns i vissa kommuner. I slutrapporten fastslog utredaren Björn Eriksson att "det florerar vissa vanföreställningar av vilka jag bedömer den om så kallade ankarbarn vara allvarligast." Han pekade på att påståendet om anhöriginvandring med anledning av ensamkommande barn har svagt stöd i empirin och hänvisade till statistik från Migrationsverket. Eriksson menade också att motståndet bygger på andra faktorer än fakta och att "det uppstår ett demokratiskt underskott om företrädare för rikspartier hittar på en egen lokal migrationspolitik som man inte svarar för i val utan bara tillämpar för att göra Sverigedemokrater och liknande partier överflödiga."
2012 beskrev SVT och Sveriges radio, efter att tagit del av statistik presenterad av Migrationsverket, att påståendena kopplade till begreppet "ankarbarn" är en myt. Ronnie Magnusson på Migrationsverket uttalade med anledning av påståendet om "ankarbarn" att "det kan vara ett argument som dyker upp, att de bara kommer hit för att föräldrarna ska komma efteråt. Då kan vi bara dementera det och säga att så är det inte"
Släktingar till barn som fått stanna på grund av synnerligen ömmande omständigheter eller på grund av att barnet inte kunnat skickas tillbaka för att föräldrarna saknats får i regel inte uppehållstillstånd genom anknytning till barnet.
Antalet ensamkommande barn som 2007-2010 fick uppehållstillstånd var cirka 4 200 barn. Cirka 10 % av dessa fick anhöriginvandrare som fick uppehållstillstånd i Sverige. Cirka 1 130 personer fick uppehållstillstånd som anhöriginvandrare till dessa ensamkommande barn. Antalet ensamkommande barn var betydligt fler 2010-2016.